# مالیه (کومونه)
مالیه (به ایتالیایی: Maglie) یک کومونه در ایتالیا است که در استان لچه واقع شده‌است.

## خصوصیات
مالیه ۲۲ کیلومترمربع مساحت و ۱۴٬۸۱۹ نفر جمعیت دارد و ۸۱ متر بالاتر از سطح دریا واقع شده‌است.

## نگارخانه

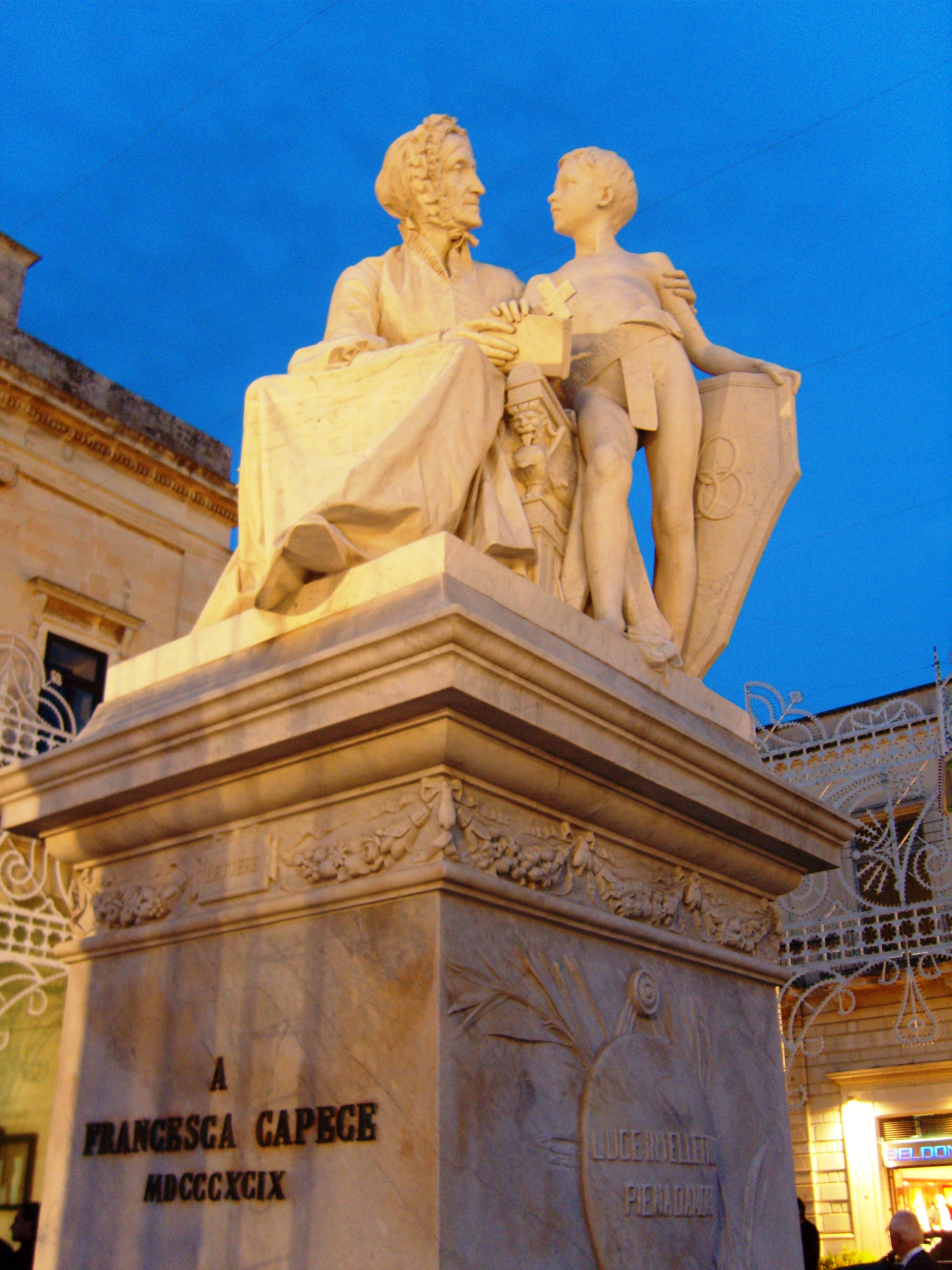
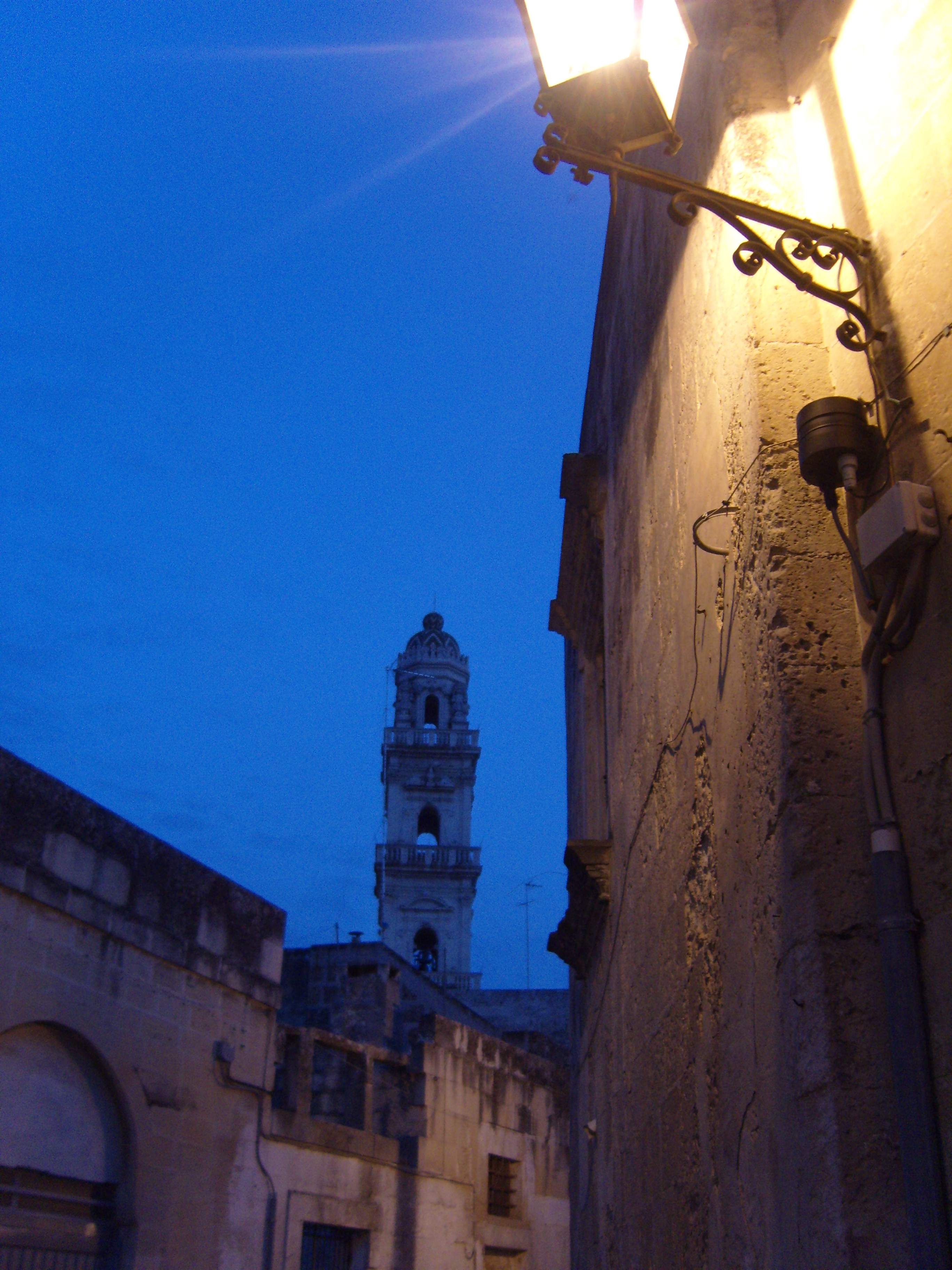
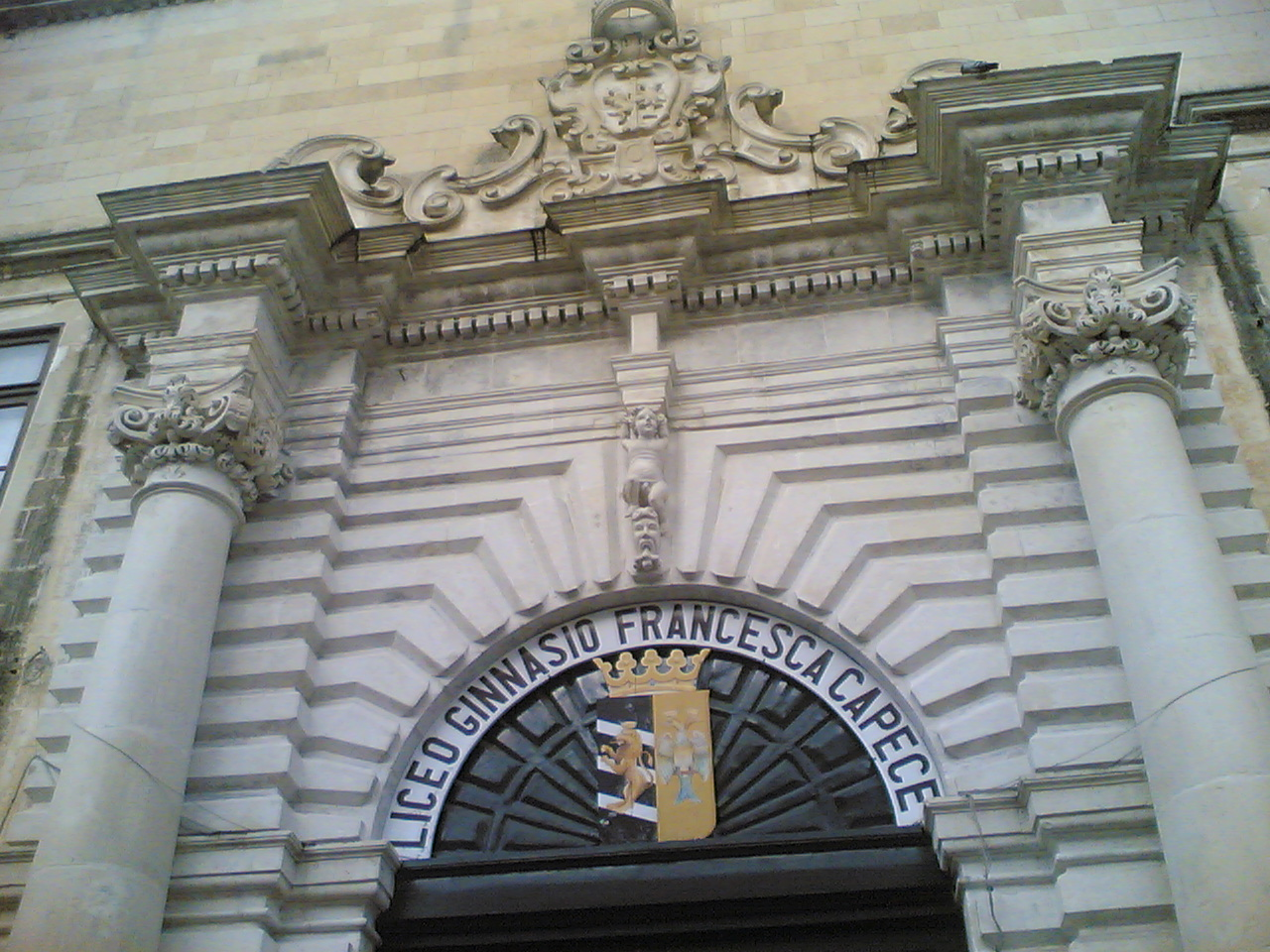
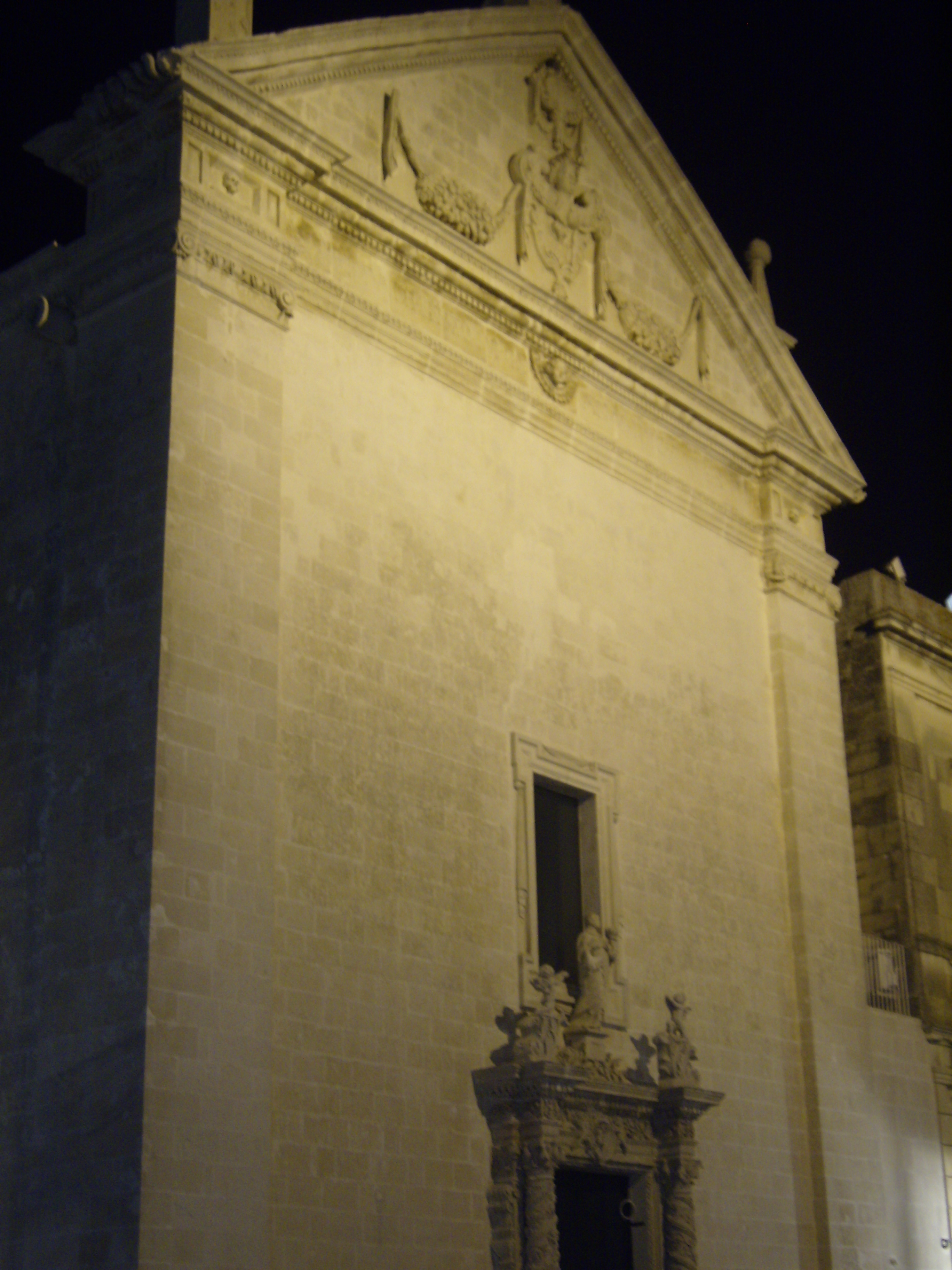